# Federação Nacional Autônoma de Futebol de Honduras
A Federação Nacional Autônoma de Futebol de Honduras (em espanhol: Federación Nacional Autónoma de Fútbol de Honduras, ou FENAFUTH) é o órgão dirigente do futebol de Honduras. Ela é a responsável pela organização dos campeonatos disputados no país, bem como da Seleção Nacional.